# Albert IV
Albert IV, duc de Mecklenburg (en alemany Albrecht IV von Mecklenburg ; abans de 1363 - 24/31 de desembre de 1388) va ser co-regent de Mecklenburg des de 1383 fins a 1388. Era el fill del duc Enric III de Mecklenburg i Ingeborg de Dinamarca.
Albert era també un pretendent al tron danès després de la mort del rei Valdemar IV, a qui finalment succeir Olaf II.
Després que el seu pare Enric morís el 1383, Albert va governar Mecklenburg juntament amb els seus oncles Albert III i Magnus I i el seu cosí Joan IV.
Es va casar amb Isabel de Holstein, la filla de Nicolau de Holstein-Rendsburg i va morir el desembre de 1388. El 1404 la seva vídua Isabel es va casar amb el duc Eric V de Saxònia-Lauenburg.